# Arthur William Rucker

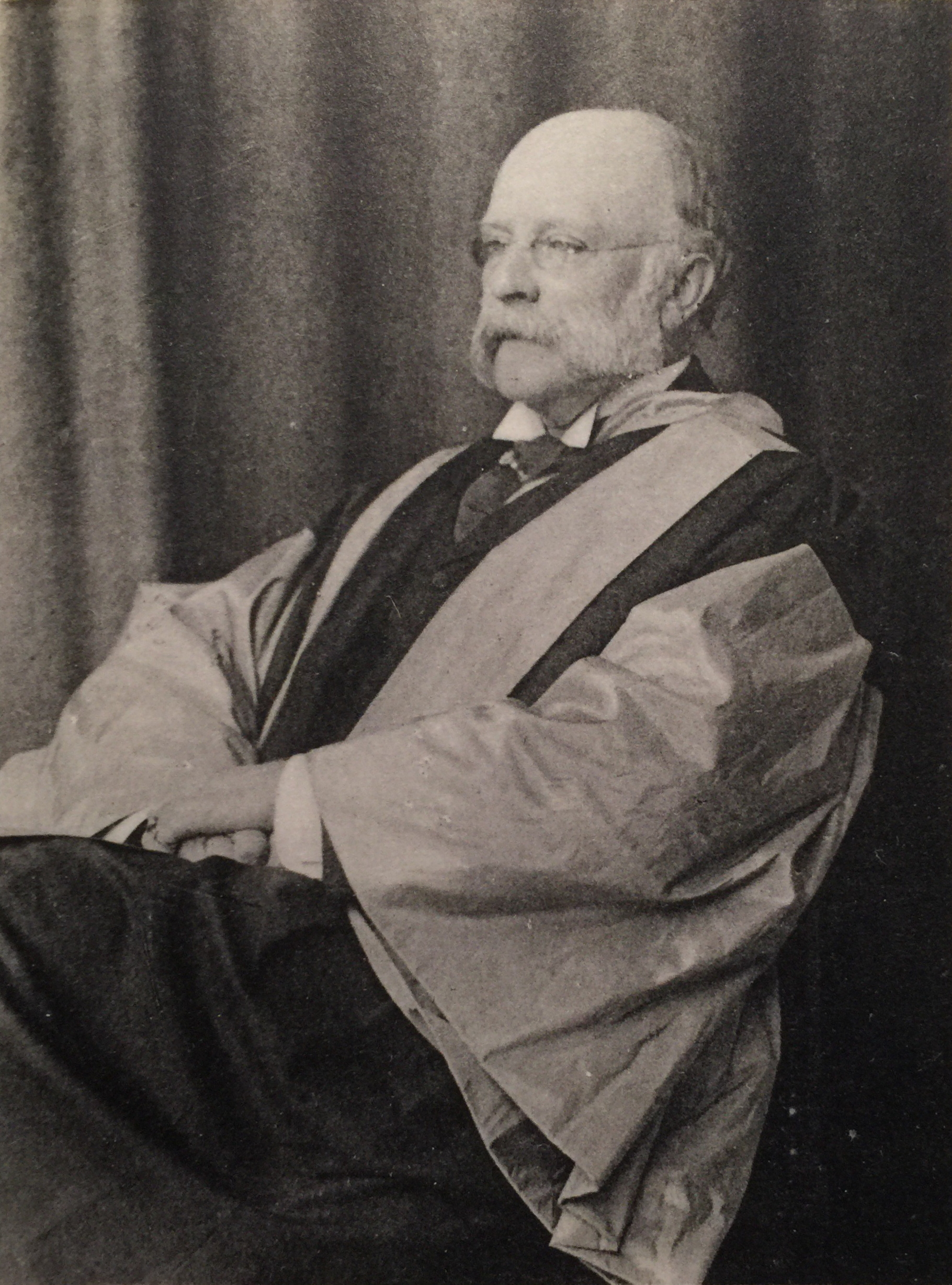
Arthur Rucker (1902)

Sir Arthur William Rucker (* 23. Oktober 1848 in Clapham Park, London; † 1. November 1915) war ein britischer Physiker.
Rucker studierte an der Universität Oxford (Brasenose College) mit dem Bachelor-Abschluss 1871. Danach war er von 1871 bis 1876 Fellow des Brasenose Colleges und Demonstrator im Clarendon Laboratory unter dem Physikprofessor Robert Clifton. Von 1874 bis 1885 war er Professor für Physik am Yorkshire College in Leeds und von 1886 bis 1901 Professor am  Royal College of Science in London. 1901 wurde er Principal der Universität London, was er bis 1908 blieb.
1901 wurde er Ehrendoktor in Cambridge und Oxford. 1884 wurde er Fellow der Royal Society, deren Bakerian Lecture er 1889 hielt und deren Royal Medal er 1891 erhielt für Forschungen über Flüssigkeitsfilme und Erdmagnetismus. Von 1896 bis 1901 war er einer der Sekretäre der Royal Society. 1902 wurde er geadelt. Von 1893 bis 1895 war er Präsident der Physical Society of London. 1901 war er Präsident der British Association for the Advancement of Science. 1882 wurde er Mitglied der Institution of Electrical Engineers.
1889 hielt er die Royal Institution Christmas Lecture (über Elektrizität).